# Ruta
Pour les articles homonymes, voir Ruta (homonymie).
Genre

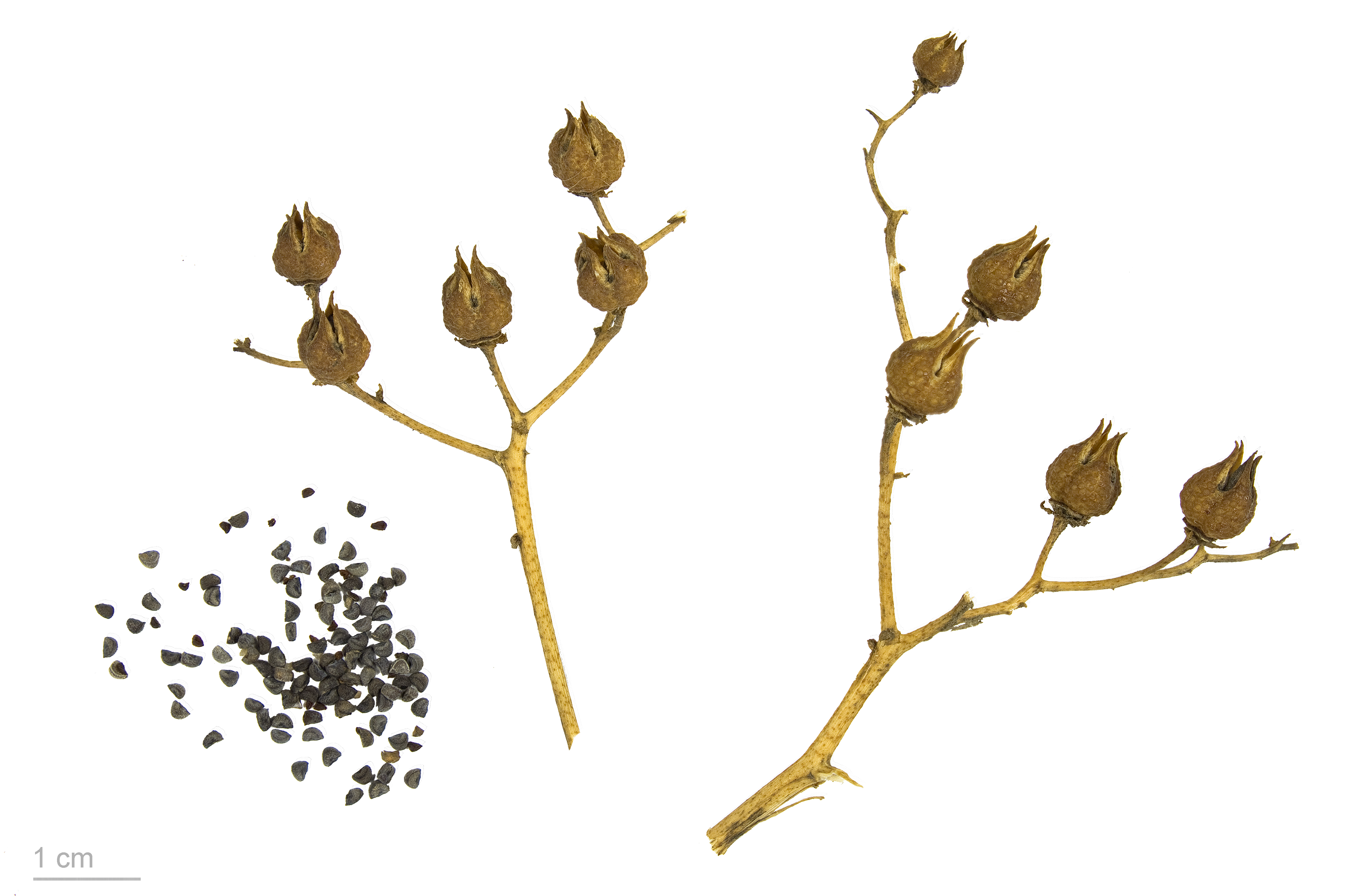
Ruta angustifolia - Muséum de Toulouse

La rue, en latin ruta, du grec ancien ρυτή (rhūtḗ), d'une étymologie incertaine. Appelée en vernaculaire, en raison de ses propriétés médicinales, « herbe de grâce », elle est un genre de chamaephyte buissonnant de 2-6 m de hauteur, de la famille des Rutacées. Originaire de la région méditerranéenne, de la Macaronésie et du sud-ouest de l'Asie, ce genre de plantes vivaces est composé de 8 à 40 espèces selon les auteurs. Elles sont utilisées comme plante médicinale mais se révèlent toxiques selon les doses. Ainsi le contact de la peau avec ses feuilles peut, après une exposition au soleil ou la pluie, l'irriter voire la brûler. La toxicité est généralement plus prononcée à la fin de la période de floraison.
Leurs feuilles sont bipennées ou tripennées, de couleur verte à glauque. Les fleurs jaunes, groupées en inflorescence terminale, ont 4-5 pétales d'environ 1 cm de diamètre. Les fruits sont des capsules parcheminées divisées en lobes.
La rue a été largement utilisée dans la cuisine européenne depuis l'Antiquité, ainsi que dans de nombreuses recettes romaines (selon Apicius). Au Moyen Âge, elle est utilisée comme aphrodisiaque, comme panacée contre les empoisonnements et l'épilepsie. À cause de son extrême amertume elle n'est plus acceptée par le goût contemporain. Cependant, elle est encore utilisée dans certaines parties du monde, notamment en Afrique du Nord. 
La Ruta avortica était utilisée en décoction par certaines femmes (début du siècle en Méditerranée) pour provoquer l'avortement.

## Liste d'espèces
Selon ITIS:
- Ruta chalepensis L.
- Ruta graveolens L.

Sont aussi décrites :
- Ruta angustifolia
- Ruta corsica
- Ruta avortica

## Utilisations médicinales
Effet de la rue commune sur la peau par temps chaud
Des extraits de rue ont été utilisés pour traiter la fatigue oculaire , les yeux douloureux et comme insectifuge .  [ source médicale non fiable ? ] Rue a été utilisé en interne comme antispasmodique , comme traitement des problèmes menstruels , comme abortif et comme sédatif .  [ source médicale non fiable ? ] Ruta graveolens et Ruta chalepensis sont souvent confondues dans la littérature scientifique. 

## Utilisations traditionnelles
Depuis l'époque médiévale, la rue est utilisée comme additif aux vins (aussi bien blancs que rouges) pour rehausser sa saveur et ses propriétés de garde. Le nom néerlandais wijnruit , se traduit par la rue du vin. En Italie, la rue est ajoutée à la grappa pour produire la Grappa alla Ruta. La toxicité de Rue est connue depuis longtemps, mais comme elle semble légère, elle a longtemps été utilisée comme additif dans le vin.

## Précautions
Des précautions doivent être prises avec l'utilisation de la rue par voie topique. Appliquée sur la peau exposée au soleil , l'huile et les feuilles peuvent provoquer des cloques.  Certaines personnes sont beaucoup plus sensibles que d'autres.